# Carnutesek
A carnutesek ókori gall nép, Gallia középső részén, a Liger és Sequana közt éltek. Városaik Cenabum (ma: Orleans) és Autricum (ma: Chartres) voltak. Hősiesen harcoltak Vercingetorix alatt a rómaiak ellen, egy részük később más gall népekkel együtt Itáliába vándorolt. Iulius Caesar és Livius említi őket.